# Salem's Lot (1979)
Salem's Lot  (bra: A Mansão Marsten ou Os Vampiros de Salem's Lot) é uma minissérie estadunidense de 1979, escrita por Paul Monash e dirigida por Tobe Hooper.
Obra do escritor de terror Stephen King, trata da história de uma pequena cidade dos EUA que lentamente vai sendo infestada por vampiros. Originalmente lançado como minissérie de 6 episódios para a TV, mais foi posteriormente transformado em um filme.

## Sinopse
Um jovem escritor retorna à sua cidade natal de Salem's Lot, no estado do Maine, onde estranhos acontecimentos o deixam curioso e assustado. Em suas investigações, ele descobre suspeitas ligações entre os acontecimentos e a velha mansão Marsten onde um terrível segredo se esconde.

## Elenco
- David Soul ...  Ben Mears
- James Mason ...  Richard K. Straker
- Lance Kerwin ...  Mark Petrie
- Bonnie Bedelia ...  Susan Norton
- Lew Ayres ...  Jason Burke
- Julie Cobb ...  Bonnie Sawyer
- Elisha Cook Jr. ...  Gordon 'Weasel' Phillips (como Elisha Cook)
- George Dzundza ...  Cully Sawyer
- Ed Flanders ...  Dr. Bill Norton
- Clarissa Kaye-Mason ...  Majorie Glick (como Clarissa Kaye)
- Geoffrey Lewis ...  Mike Ryerson
- Barney McFadden ...  Ned Tibbets
- Kenneth McMillan ...  Constable Parkins Gillespie
- Fred Willard ...  Larry Crockett
- Marie Windsor ...  Eva Miller
- Barbara Babcock ...  June Petrie
- Bonnie Bartlett ...  Ann Norton
- Joshua Bryant ...  Ted Petrie
- James Gallery ...  Father Donald Callahan
- Robert Lussier ...  Deputy Constable Nolly Gardner
- Brad Savage ...  Danny Glick
- Ronnie Scribner ...  Ralphie Glick
- Ned Wilson ...  Henry Glick